# パラオ大空襲
パラオ大空襲（パラオだいくうしゅう）は、第二次世界大戦（大東亜戦争）末期の1944年3月30日-3月31日にアメリカ海軍の空母機動部隊が行った、パラオの日本軍に対する大規模な航空攻撃である。4月1日にかけてヤップ島・ウォレアイ環礁・ウルシー環礁も同時に攻撃目標とされた。アメリカ海軍の作戦名はディセクレイト・ワン作戦（英語: Operation Desecrate One）。
アメリカ軍の目的はニューギニア島のホーランジア上陸作戦の準備として、ホーランジアに近いパラオの日本側の航空、海上戦力を制圧することであった。パラオは日本海軍の重要泊地であったが、碇泊中の輸送船・支援艦船多数が撃沈され、機能を喪失した。復旧妨害のため、史上初の空母搭載機による機雷敷設も行われた。本空襲は、古賀峯一連合艦隊司令長官が殉職する海軍乙事件の発端ともなり、その後の日本海軍の作戦計画に多大な悪影響を残した。

## 背景

### 日本艦隊のトラック撤収

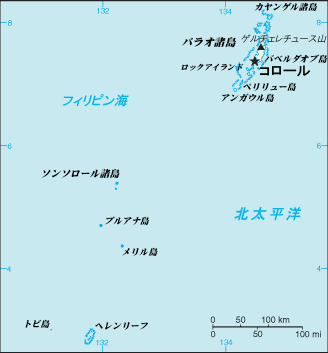
パラオの地図。パラオ本島（コロール島・バベルダオブ島）に艦隊泊地、ペリリュー島に主要飛行場があった。

1944年（昭和19年）2月のトラック島空襲により、日本艦隊は、それまでの前進根拠地だったトラック泊地の使用継続が困難となった。そこで、3月8日に発令された新たな作戦計画の新Z号作戦では、パラオ泊地（パラオ本島＝バベルダオブ島・コロール島）がトラック泊地に代わる前進根拠地となった。連合艦隊司令長官の古賀峯一大将は、連合艦隊旗艦である戦艦武蔵に座乗して自らパラオに進出し、第二艦隊主力（軍隊区分では遊撃部隊と呼称）の重巡5隻（愛宕、高雄、鳥海、妙高、羽黒）・駆逐艦3隻を率いて作戦に備えた。空母部隊である第三艦隊は日本本土やリンガ泊地で再建中だった。艦隊の後方支援のため工作艦明石や給油艦などの支援艦船もパラオに集まった。また、パラオはニューギニアやウォレアイ環礁（当時の日本軍呼称はメレヨン島）方面への補給の中継地でもあったことから、多数の陸海軍徴用輸送船も寄港していた。なお、パラオ近くの有望泊地としてウルシー環礁もあったが、日本海軍は観測所を置いた程度で本格利用はしていなかった。
パラオ方面にいる日本の基地航空隊は、編成間もない第十四航空艦隊隷下の部隊が中心で、ソロモン諸島の戦いで消耗して再建中の第6空襲部隊（第26航空戦隊）に属する戦闘機31機・陸攻20機などがペリリュー島に駐留していたほか、第2空襲部隊（第22航空戦隊基幹）のうち戦闘機30機・陸攻4機がウォレアイ環礁およびグアムにいた。また第一航空艦隊の戦闘機約100機・陸攻34機・艦爆約12機などが、マリアナ諸島各地に展開していた。本空襲に対応するため横須賀海軍航空隊の陸攻が南鳥島などからも飛来しており、以上を合計するとパラオ大空襲時の日本側航空兵力は海軍機約270機であった。

### 連合軍のホーランジア反攻計画

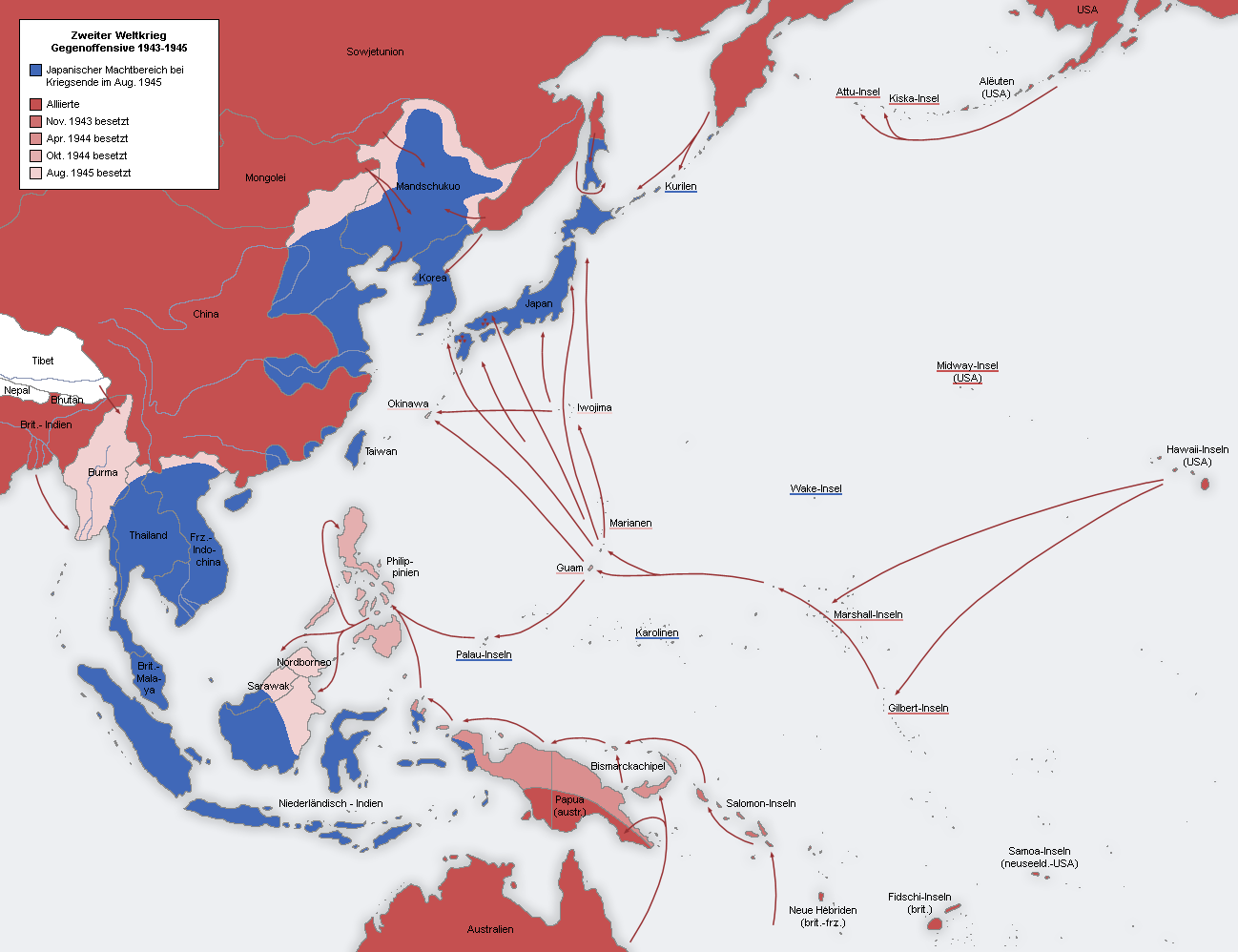
太平洋方面での連合軍の対日反攻経過。

太平洋方面の連合軍は、チェスター・ニミッツ海軍大将を司令官とする太平洋正面からの経路と、ダグラス・マッカーサー陸軍大将を司令官とするニューギニア伝いの経路の、2方向から対日反攻作戦を実施していた。1944年2月下旬、マッカーサー大将は次の飛び石作戦による攻略目標としてニューギニア北岸のホーランジア（現在のジャヤプラ）およびアイタペ（en）を選び、4月15日（その後22日に延期）を上陸日と計画した。ホーランジアは既存の連合軍拠点から遠いため、ニミッツ配下の高速空母機動部隊であるアメリカ海軍第58任務部隊（司令官：マーク・ミッチャー中将）が航空支援に協力することとなった。
第58任務部隊には上陸当日の航空支援に加え、パラオ周辺に集結中の日本海軍の艦隊を事前に排除する任務が与えられた。アメリカ軍は、パラオ所在の日本艦隊がホーランジア攻略作戦にとって深刻な脅威になると考えていた。このパラオ攻撃は、日本海軍の水上戦力及び航空戦力の撃滅そのものも目的としていた。第58任務部隊によるパラオおよびヤップ島・ウォレアイ環礁・ウルシー環礁への空襲作戦は、ディセクレイト・ワン作戦（英語: Operation Desecrate One）と命名された。作戦参加兵力は、大型空母5隻（エンタープライズ、バンカー・ヒル、ホーネット、ヨークタウン、レキシントン）・小型空母6隻（モンテレー、ベロー・ウッド、カウペンス、カボット、プリンストン）を中心に、戦艦6隻（アイオワ、ニュージャージー、ノースカロライナ、サウスダコタ、マサチューセッツ、アラバマ）などの強力な護衛部隊が随伴することになった。なお、上陸直接援護のためのホーランジア空襲はディセクレイト・ツー作戦（英語: Operation Desecrate Two）と命名されている。
また本作戦の支作戦としてインド洋でイギリス海軍によりコックピット作戦が行われた。

## 戦闘経過

### 機動部隊の接近

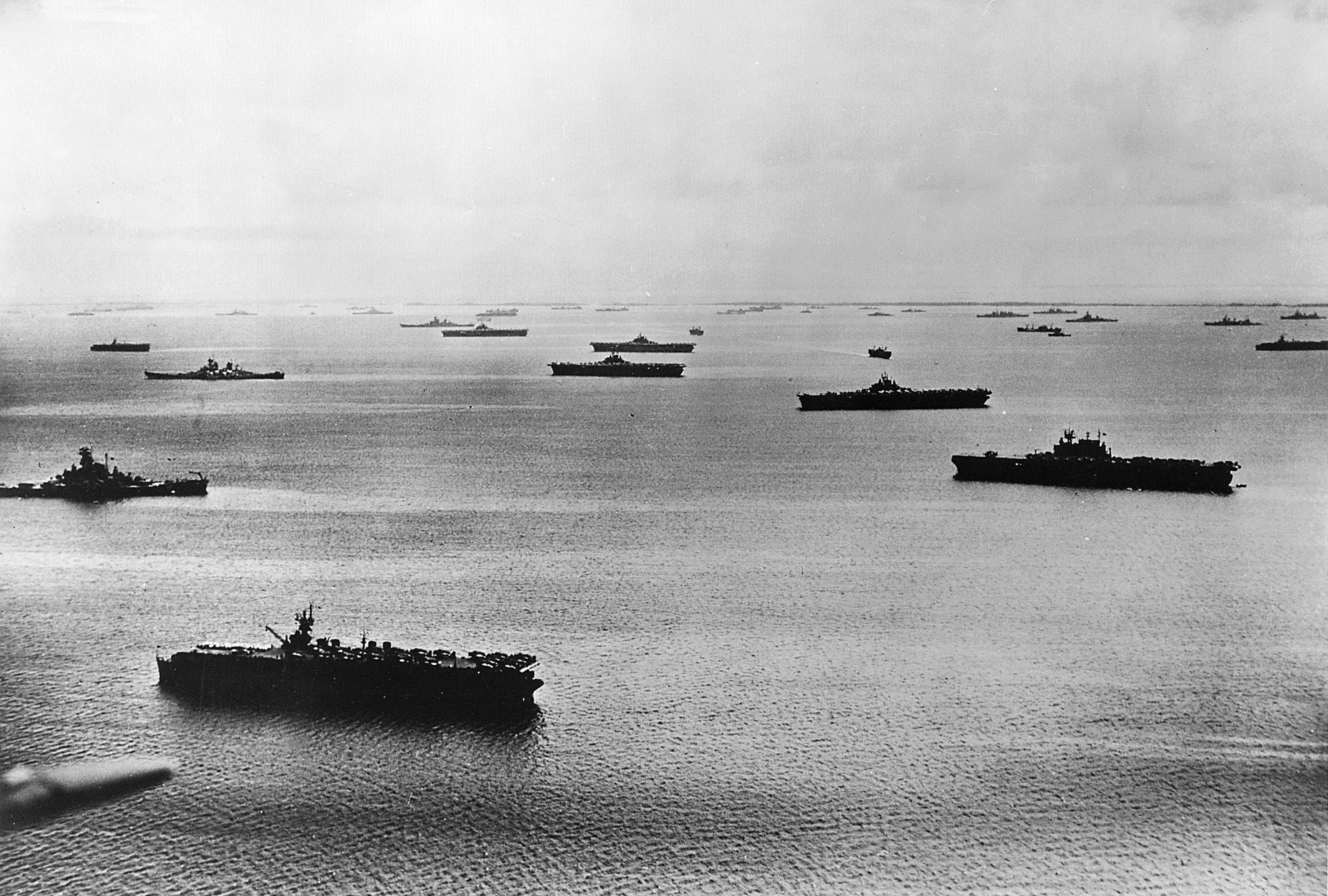
メジュロ環礁に集結したアメリカ海軍空母機動部隊。1944年の撮影だが、本作戦時の写真かは不明。

第58任務部隊は、3月22日に集結地点のメジュロ環礁を出撃し、パラオへと向かった。途中3月26日に給油艦9隻と会合して洋上補給を受けた。28日にも給油艦4隻を含む第50.15任務群（その他に護衛空母4隻・重巡3隻・駆逐艦12隻）から洋上給油を受けた後、第58任務部隊は3つの任務群に分かれ、攻撃隊の発進地点へと向かった。
アメリカ海軍は、不時着した友軍パイロットの救助と脱出する日本艦船の撃破のため、潜水艦部隊も展開した。パラオ周辺に7隻、ヤップ島とウォレアイ環礁近海に1隻ずつが配置された。このうち、パラオ沖にいたタリビーは3月26日夜にパラオに入港しようとする日本の西松2号船団を襲撃したが、発射した魚雷の自爆により沈没してしまった。
日本海軍は、アメリカ機動部隊の行動を早くから察知していた。第58任務部隊のメジュロ出撃翌日には、輸送任務中の潜水艦によって偶然に発見していた。連合艦隊司令部は、トラック基地航空隊による3月25日・26日の敵艦隊発見報告、通信解析の結果をふまえ、パラオへの空襲の公算が大きいと判断した。28日にはパラオまで750海里（1389km）のウォレアイ南方に迫っているのが航空偵察で確認されたが、連合艦隊司令部はまだ時間的余裕があると見ていた。他方、パラオ守備隊である第30根拠地隊は独自の判断を採り、輸送船団の一部を29日に繰り上げ出航させた。
3月29日朝、ペリリュー島から発進した日本軍偵察機が、第58任務部隊を発見した。連合艦隊司令部は急遽パラオの陸上に移動し、旗艦武蔵と船団護衛任務で寄港中の第17駆逐隊（磯風、谷風、浦風、浜風）などを遊撃部隊に編入してダバオへの退避を命じた。夕刻にパラオを出た遊撃部隊（武蔵、愛宕、鳥海、高雄、春雨、白露、満潮、藤波、浦風、磯風、谷風、浜風）は、待ち伏せていたアメリカ潜水艦タニーの襲撃を受けた。武蔵が魚雷1発を受けて損傷し、駆逐艦3隻（白露、満潮、藤波）を連れて修理のため呉海軍工廠へと向かうことになってしまった。他方、同じ連合艦隊所属でも支援艦船は港内待機を命じられた。その他の一般輸送船は第30根拠地隊が緊急出港させようとしたが、準備が間に合わず30日未明出港となった。
日本の基地航空隊は、ペリリュー島に一航艦から増援を送るなどして迎撃態勢を整えた。29日夕刻に陸攻10機・艦爆5機による先制の薄暮攻撃隊が出撃し、重巡1隻撃沈や空母・戦艦各1隻撃破などの戦果を報じたが、アメリカ側の記録によれば被害はない。日本側は陸攻6機・艦爆3機を失った。

### 3月30日の空襲

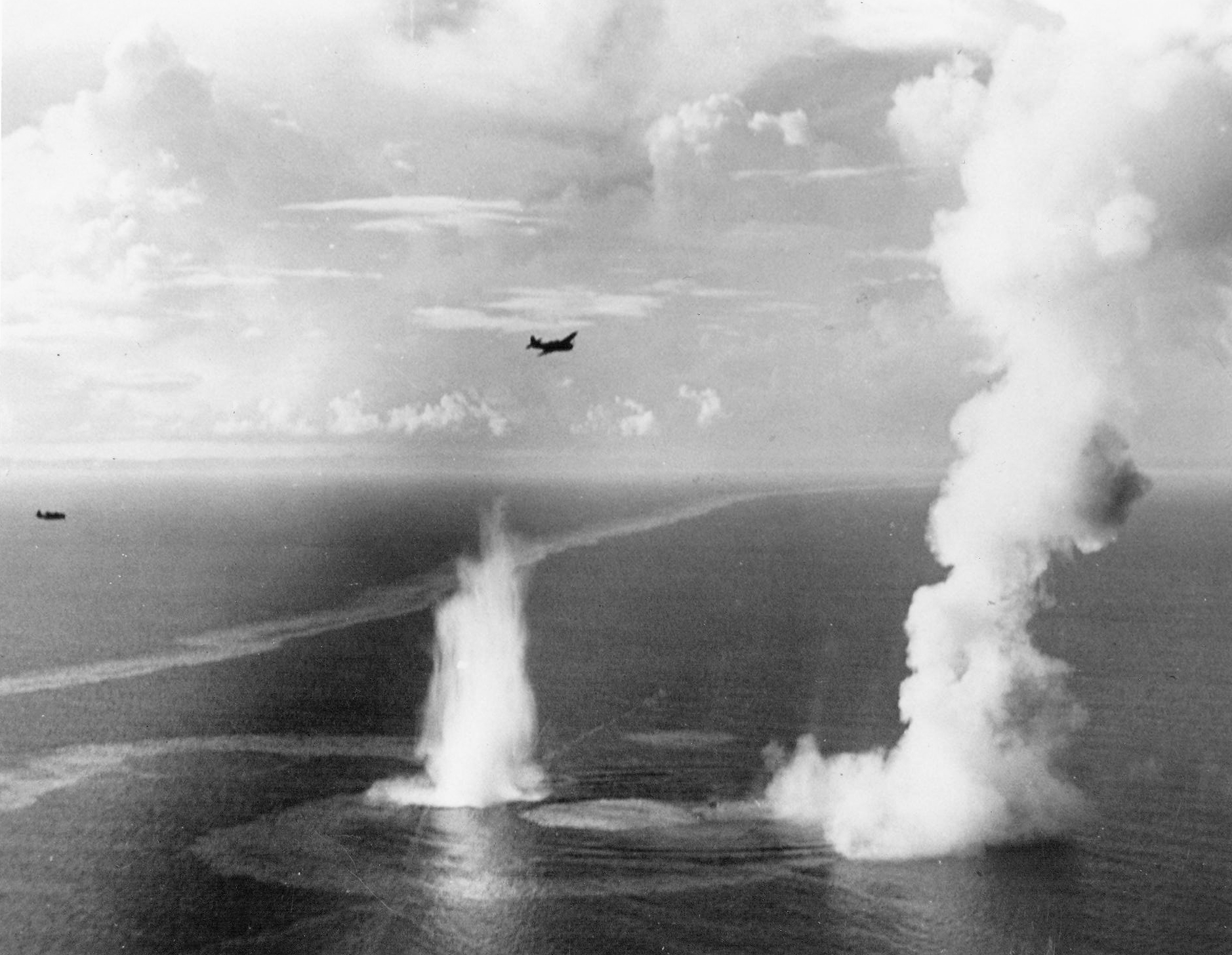
駆逐艦若竹の最期。若竹は船団を護衛して逃れようとしたが発見され、爆弾4発の直撃を受けて15秒で沈んだ。

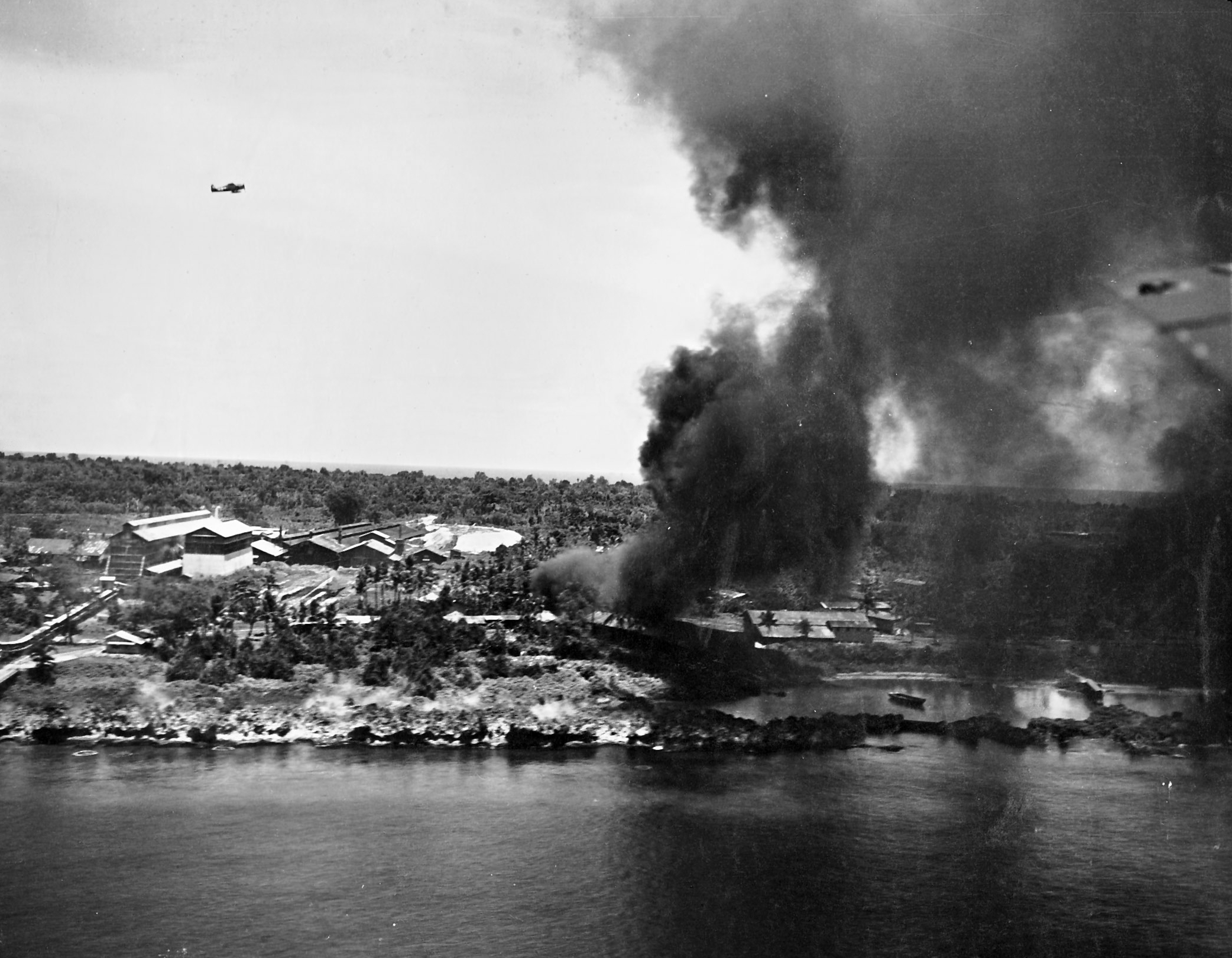
炎上するペリリュー島の日本側地上施設。

3月30日午前6時30分、パラオ南方90海里（約167km）の地点に到達した第58任務部隊は、パラオに向けて第一次攻撃隊を発進させた。
空襲開始時のパラオ本島では、第36号哨戒艇などが護衛するネ003船団（あさしほ丸以下加入船3隻）がバリクパパンへ、駆逐艦若竹や第31号哨戒艇などが護衛するパタ07船団（五洲丸以下加入船7隻）が高雄へ脱出しようとしていたが、泊地の内外で攻撃を受けてしまい、いずれもほぼ全滅した。連合艦隊司令部から残留指示を受けていた船舶は、第30根拠地隊の指導で攻撃困難と思える地点に隠れたが、これもほとんどが碇泊したまま撃沈された。アンガウル島でも小型艇9隻が撃沈された。
アメリカ空母レキシントン、バンカーヒル、ホーネットから発進した航空隊は、艦船や地上施設に対する攻撃に加え、パラオの港内や周辺水道への機雷投下を行った。これは、実戦においては史上初の空母搭載機による機雷敷設であった。同様の航空機雷敷設は、4月1日まで通常の空襲と並行して行われた。
対する日本側航空部隊は第58任務部隊に対する黎明攻撃を計画していたが、離陸時の事故で中止となった。日中は戦闘機30機以上が迎撃戦闘に従事したが、ほぼ全滅した。地上での損害も続出し、ペリリュー島駐留の26航戦は壊滅状態に陥った。一航艦や22航戦などは、サイパン・グアムから約70機の攻撃隊を発進させて、攻撃後にペリリュー島へ着陸する薄暮攻撃を実施した。巡洋艦1隻撃沈や戦艦1隻・巡洋艦2隻撃破などの戦果を報じたが、アメリカ側に該当記録はない。攻撃隊は敵戦闘機の迎撃を受け、空中戦や着陸事故で約25機が使用不能となった。
連合艦隊司令部は、第58任務部隊に反撃するため、トラック島や本土にいる潜水艦部隊に出撃を命じた。また、第三艦隊に対してもフィリピンへの出動準備を命じるとともに、その空母搭載機部隊である第601航空隊に訓練を打ち切ってダバオへ進出するよう命じた。
この日の夕刻、福留繁連合艦隊参謀長は、連合艦隊司令部のパラオからの移動を決めた。午後6時に、迎えの二式大艇3機をダバオへ待機させるよう命令を発している。

### 3月31日の空襲
3月31日も、第58任務部隊はパラオへの空襲を続けた。ただし、第58.1任務群だけは、ヤップ島およびウルシー環礁に向けて攻撃隊を発進させた（#周辺島嶼への空襲を参照）。残っていた艦船の多くがとどめを刺され、特設捕獲網艇第5日正丸、駆潜特務艇2隻や輸送船4隻などがこの日に沈没ないし擱座した。
ペリリュー島にはマリアナ諸島から一航艦の戦闘機46機が応援に到着していたが、正午までの迎撃戦闘で全滅した。日本側航空隊は少数機の索敵攻撃で逆襲を試みたが戦果は無く、陸攻6機などが未帰還となった。
アメリカ軍の空襲終了後の午後8時、連合艦隊司令部移動用の二式大艇2機がダバオから到着した。古賀司令長官以下の司令部要員は2機の二式大艇に分乗して、午後10時にあわただしくダバオへ向かって発進した。しかし悪天候のため2機とも遭難し、消息不明となってしまった。

### 周辺島嶼への空襲
3月31日、第58任務部隊のうち第1群（第58.1任務群）は、ヤップ島およびウルシー環礁の空襲を担当した。この攻撃でヤップ島では地上施設や市街地の大部分が焼失した。ウルシーでは観測所が炎上したほか、碇泊中の特設監視艇第1亀宝丸（昭和漁業、149トン）が擱座した。
4月1日には、第58任務部隊の全力でウォレアイ環礁を攻撃した。日本側の損害はレーダーや通信設備が破壊されたほか、備蓄燃料の多くを焼失した。飛行場も滑走路が穴だらけとなったが、翌日午後には復旧した。
第58任務部隊は4月2日に洋上給油を受けた後、4月6日にメジュロ環礁へ帰着した。
なお、大本営は、第58任務部隊が北上して日本本土へ襲来することをおそれ、海上護衛総司令部指揮下の部隊や本土方面所在の航空部隊に迎撃準備を指示していた。警戒態勢は4月6日に解除された。

## 結果と影響

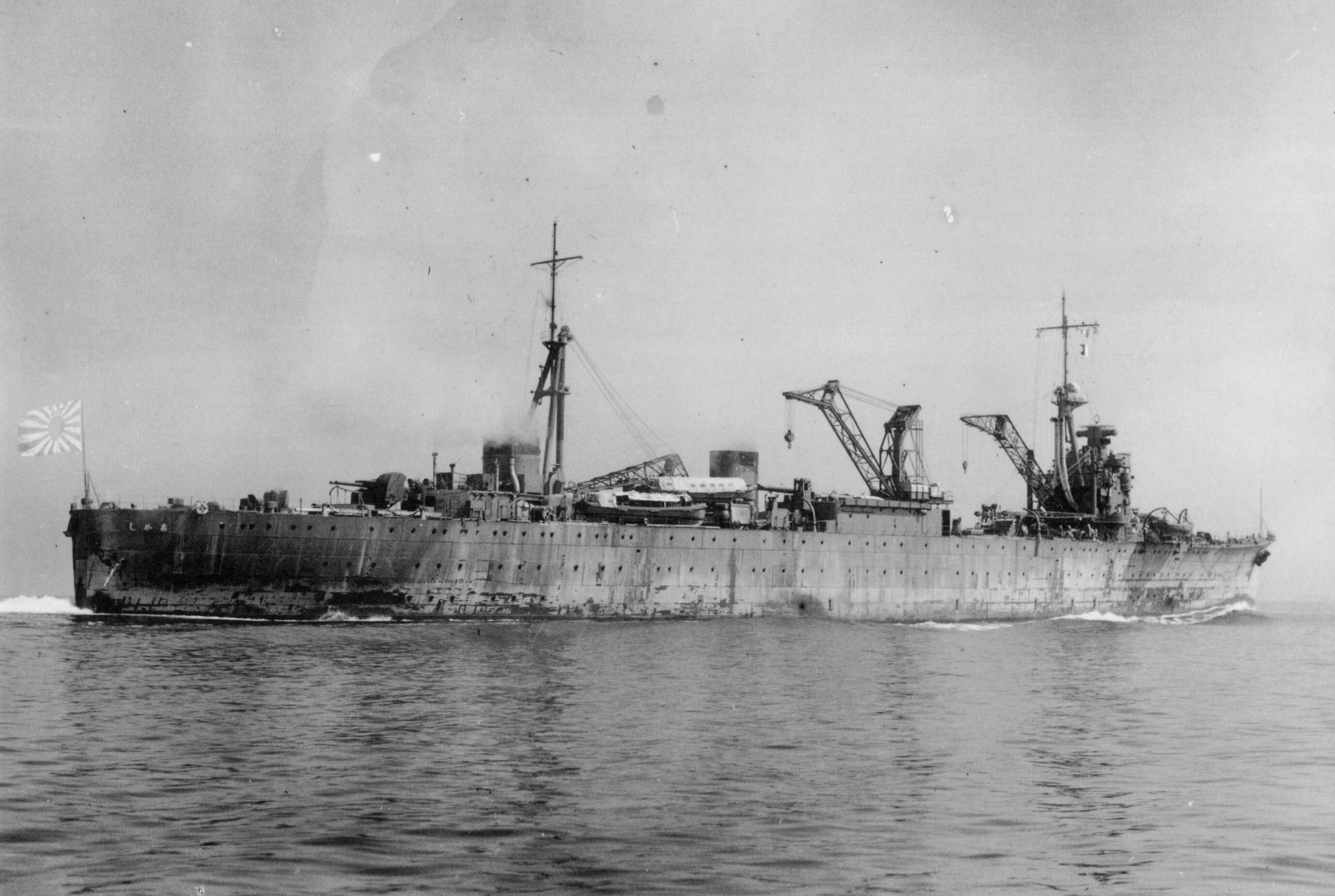
本空襲で撃沈された工作艦明石の戦前の艦影。（1939年撮影）

日本軍は、水上戦闘艦こそ事前退避で多くが難を逃れたものの、碇泊中の多数の支援艦船・輸送船の大部分が撃沈された。主な水上戦闘艦では駆逐艦・哨戒艇各1隻が沈み、支援艦では工作艦2隻・給油艦6隻など9隻が沈没、給油艦1隻が損傷、徴用輸送船も陸海軍合わせて15隻が沈没または擱座した。支援艦・輸送船として徴用中の商船損害は、戦史叢書によると計21隻で8万4千総トンに達する。各種支援艦の中でも、日本唯一の本格的工作艦であった明石の撃沈が、日本海軍の艦船整備能力を著しく低下させる最大級の痛手だった。また、7隻もの給油艦の損害により連合艦隊の機動力は激減し、以後のマリアナ沖海戦などにおいて日本海軍にとって厳しい足かせになった。航空部隊の損害も計147機喪失と大きく、26航戦の再建は保有機をほぼ全損して振り出しに戻り、次の決戦の主役に予定された一航艦も実動兵力の半数を失ってしまった。
一方、アメリカ軍の損害は航空機25機喪失のほか、支援のため行動中だった潜水艦タリビーが沈んだのと、友軍機の誤爆で潜水艦タニーが軽微な損傷を負っただけであった。撃墜された航空機の搭乗員44人のうち、26人までは友軍によって無事救助された。
パラオの基地機能は、支援艦や航空部隊の壊滅により失われた。日本軍はウルシー泊地の使用も断念し、ダバオへ逃れていた遊撃部隊は、4月5日にはるか西方のリンガ泊地まで後退した。アメリカ軍は日本艦隊主力の捕捉にこそ失敗したものの、遠く追い払ったことでホーランジア攻略の妨害を予防するという戦略目的を十分に達成したといえる。
この後第58任務部隊は4月22日のホーランジア攻略に参加した（ホーランジアの戦い）。
アメリカ軍機の置き土産である機雷は容易に処理できず、パラオの基地機能喪失を長引かせた。パラオ泊地に出入りする主要水路であった西水道とマラカル水道は放棄され、ヨオ水道と港内だけが4月23日にようやく掃海完了と判定された。この間、4月9日に病院船高砂丸が触雷により擱座している。アメリカ軍が使用したのは接触により作動する旧式機雷ではなく、磁気変化に反応して起爆する感応機雷で、日本軍は適切に対応できなかった。
パラオ空襲は、日本の連合艦隊司令部の遭難という事態も引き起こした。古賀司令長官は殉職し、指揮権継承を巡る大混乱が生じた。福留参謀長は生還したものの、連合軍側ゲリラにより一時拘束されて、新Z号作戦の作戦要領や暗号書など重要機密書類を奪われてしまった。（詳細は海軍乙事件を参照。 ）
このほかのパラオ大空襲の影響としては、日本軍にパラオまたはフィリピン南部攻略の可能性が高いとの誤った予想を抱かせ、竹輸送による緊急防備強化が決定されたこと。その反動としてマリアナ諸島の防備強化の優先順位が下げられたこと。再建中の第三艦隊第601航空隊に反撃のための移動命令が出され、訓練が中断されてしまったことなどが挙げられる。いずれもその後の戦局に重大な影響であった。

## 日本軍の敗因
日本軍が1月半前のトラック島空襲の二の舞ともいうべき大損害を出した原因については、せっかく事前に敵機動部隊の接近に気付いていながら迅速な対応を行わなかったことや、戦闘艦以外の支援艦船や輸送船の退避が徹底しなかったことなどが指摘されている。
初動が遅れた点に関して、吉田俊雄は敵艦隊が750海里まで迫っているのに福留連合艦隊参謀長は余裕があると判断していた事実を問題視し、低速な戦艦中心時代の感覚が身に染みており、高速の空母中心時代に対応できていなかったのではないかと評している。
また、船舶の避難が徹底しなかった点に関して、当時の伊藤整一軍令部次長は、（1）陸軍徴用船を管理する船舶司令部が反対したこと、（2）船長が第30根拠地隊の命令に服従する義務があるのか疑問を持っていたこと、（3）出航準備の進捗が遅く夜間となってしまい、船団指揮官が出港を断念したことを指摘している。そして、「連合艦隊は避難に関して熱心でないように思う」とまとめている。これに対し、吉田俊雄は、連合艦隊司令部が陸上に移動したり戦闘艦艇は避難させていることを指摘し、避難に熱心でなかったという評は不正確だと主張する。吉田は、福留連合艦隊参謀長らの感覚が近代的な総力戦に合っておらず、工作艦や輸送船の価値を二義的なものと認識していたことが問題なのだと主張している。船舶に対する退避命令の権限が問題になったことに関しては、その後、海上護衛総司令部が連合艦隊管理地域でも独自の退避命令権を有すると明確化された。
このほか、日本海軍による調査では、輸送船の船長らが出港を嫌った背景として、すでに手遅れであるから港内にとどまることで人命だけでも救おうと考えたという事情が指摘されている。また、乗員がすぐに陸上に避難してしまったため、ダメージコントロールが十分にできなかったことも沈没船を増やした一因と分析している。

## 日本側艦船損害一覧
沈没・擱座擱座したものの一部は後に復旧。
- 戦闘艦艇
  - 正規艦艇 - 駆逐艦若竹、第31号哨戒艇、第6号駆潜艇
  - 特務艇 - 第22号駆潜特務艇[32]、第26号駆潜特務艇[33]、第53号駆潜特務艇[34]
  - その他 - 特設駆潜艇第5昭和丸[35]、特設捕獲網艇第5日正丸、特設監視艇第2勢栄丸[36]、同第1亀宝丸[22]、特設監視艇 茨城丸
- 支援艦船
  - 工作艦 - 明石、特設工作船浦上丸
  - 給油艦 - 石廊、佐多、大瀬、特設給油船あまつ丸、同あさしほ丸、同あけぼの丸
  - 特設水雷母艦神風丸
- 輸送船[20]
  - 海軍徴用 - 五洲丸（特設航空機運搬艦）、呉山丸、雷山丸、隆興丸、那岐山丸、第18真盛丸
  - 陸軍徴用 - 第2運油丸（タンカー）、北泰丸、てしお丸、備中丸、吉備丸（日之出汽船）[注 2]、吉備丸（栃木汽船）[注 2]、忠洋丸、昭勢丸、松栄丸
- 小型艇（アンガウル島で沈没[16][注 3]） - No.3 Akita Maru、Chichibu Maru、Yae Maru、Toku Maru、Kiku Maru、Hinode Maru、Yamato Maru、Ume Maru、Akebono Maru

損傷擱座に至らない損傷のうち主要なもののみを挙げる。
- 戦闘艦
  - 正規艦艇 - 戦艦武蔵、第36号哨戒艇[注 4]、第35号駆潜艇
  - その他 - 特設監視艇八紘丸
- 支援艦
  - 特設給油船第2菱丸[16]